# Vejprnice (stacja kolejowa)
Vejprnice – stacja kolejowa w Vejprnicach, w kraju pilzneńskim, w Czechach. Położona jest na wysokości 335 m n.p.m.
Na stacji istnieje możliwość zakupu biletów na wszystkiego rodzaju pociągi oraz rezerwacji miejsc. 

## Linie kolejowe
- 180 Plzeň - Domažlice - Furth im Wald